# Pereza
Pereza és un grup de música rock madrileny integrat per José Miguel Conejo Torres i Rubén Pozo Prats coneguts com a Leiva i Rubén.
Han gravat sis àlbums: Pereza, Algo para cantar, Animales, Los amigos de los animales (un disc recopilatori publicat l'any 2006, en el qual col·laboren artistes com Amaral, Bunbury o Ariel Rot), Aproximaciones publicat l'agost de 2007, Aviones publicat l'agost de 2009 i un darrer àlbum recopilatori. També van editar dos DVD: el primer, Algo para encantar el qual inclou els videoclips del seu disc anterior Algo para cantar i alguns temes en directe, i Barcelona, un DVD amb un concert en directe gravat al Teatre Tívoli de Barcelona acompanyat d'un CD titulat Rarezas, en el qual donen a conèixer temes inèdits des de l'inici de la banda.

## Història

### Inicis. Pereza (2001)
L'any 1999 s'ajuntaren amb la intenció de fer versions de Leño. Rubén (guitarra i veu) venia de tocar amb el grup Buenas Noches Rose, d'altra banda Leiva (baix i veu) venia de gastar el seu temps amb el grup Malahierba. La formació musical es completava amb el bateria Tuli. Arribaren inclús a oficiar com a banda d'acompanyament del crític musical Fernando Martín. Començaren la seva carrera musical a les principals sales madrilenyes on ja tocaven els primers temes propis amb influències de Marc Bolan i els Stones, sense oblidar referències autòctones com Burning i Tequila.
Un caçatalents de RCA els veié en directe i immediatament diposità en ells la seva confiança. La banda fitxa per la multinacional i edita el seu primer disc: "Pereza" (2001). El treball encara evidencia la seva joventut i inexperiència; limitat, sí, però prou per donar un centenar de concerts. Comencen com a teloners de grups com Porretas, Los Enemigos o Siniestro Total. També aporten diferents intervencions a recopilatoris com: el solidari Patitos Feos fent el clàssic infantil televisiu "La Bruja Avería", a Calaveras y Diablitos l'inèdit "En donde estés", i a l'homenatge a Hombres G amb "Voy a pasármelo bien", cançó que finalment dona títol a l'àlbum tribut.

### Algo para cantar (2003)
Per al segon disc, Algo para cantar (2003), Pereza es redueix a dos membres i la formació en directe es completa amb Rober (bateria) i Pitu (guitarra). El disc els situà en una immillorable posició de sortida per la desitjada carrera. Les composicions han crescut i mantenen un fi equilibri entre l'estil canalla i la melodia, agradable per a tots els públics. A les presentacions es deixaven la pell i els ossos cada cap de setmana en una exhibició continua. Sumen uns altres dos-cents concerts. Entre d'altres, són teloners de Bon Jovi, i a la carretera van fent amics amb altres companys de generació com Deluxe, Sidonie, Amaral o Los Piratas. La premsa començà a parlar molt seriosament d'ells com "els nous Tequila", "els nous Ronaldos", etc. Per acabar gravan el videoclip de "Yo pienso en aquella tarde" amb la col·laboració de David Summers i Dani Martín, vocalistes d'Hombres G i El Canto del Loco respectivament.

### Animales (2005)
El salt a la fama el donen amb el seu tercer disc Animales (2005), treball produït per Nigel Walker (Bob Dylan, Tom Petty, Aerosmith), que els converteix en la nova promesa del rock cool en castellà. El single "Princesas", seguit del també èxit "Todo", els situà al mapa dels triomfadors de la ràdio fórmula comercial.
L'any 2006 són nominats als Premis de la Música i als Premis 40 Principals són nominats a millor grup de pop-rock millor cançó i millor àlbum de pop. Als prestigiosos premis MTV europeus són nominats a millor artista espanyol.

### Aproximaciones (2007)
A mitjans del 2007 Pereza té llest el seu nou disc, "Aproximaciones", produït també per Nigel Walker. El primer single, "Aproximación", per una vegada, els fa sonar més als Beatles que stonians. La resta de l'àlbum certifica el creixement com a compositors i com a grup de rock. Ja ningú els compara amb altres que no siguin ells mateixos. Al disc, gravats tots els instruments (una vegada més) per ells mateixos, destaca, per entranyable, la col·laboració del mític guitarrista ex-Stone Mick Taylor. Pel directe la banda es reforma: a partir d'ara Rubén i Leiva cantaran i tocaran les guitarres, i la resta de la formació es completa amb Rober (bateria), Luismi (percussió), Pop (teclats) i Manuel Mejías (baix).

### Aviones (2009)
L'últim disc de Pereza surt a la venda el 25 d'agost de 2009 amb el nom d'"Aviones". Es tracta d'un disc amb un so més acústic que els seus anteriors treballs, amb aires folk i country i un gran protagonisme dels instruments de corda. El disc sorgí mentre feien la gira del seu anterior treball "Aproximaciones". L'àlbum, gravat al saló d'una casa de campo prop de l'aeroport de Barajas, ha estat gravat íntegrament per Ruben i Leiva utilitzant instruments que encara no havien experimentat com per exemple: el banjo, l'ukelele, el mellotron o la mandolina. El primer single del disc s'anomena Violento Amor.

### Diez años de Pereza (2010)
En el 2010 graven el disc "Diez años de Pereza"" en el que es recopilen cançons de tots els anteriors discs. Aquest disc tan sols està disponible a Internet (Spotify i iTunes).
El setembre de 2011 la banda madrilenya expressa a través d'un comunicat la seva separació temporal per emprendre projectes en solitari, tot i no descartar el seu retorn en un futur. Leiva llença el seu primer disc en solitari titulat "Diciembre". Setmanes més tard, Ruben fa el mateix amb l'àlbum "Lo que más".
La seva darrera actuació conjunta va tenir lloc el juny de 2012 en el Palacio de Vistalegre.

## Discografia

### Pereza(2001)
1. Horóscopo
2. Pompa de jabón
3. El globo
4. Tú qué tal
5. Pereza
6. Música ligera
7. Ay!
8. Perdona mona
9. Una china en mi zapato
10. Serás aún la misma
11. Todo saldrá bien
12. TV

### Algo para cantar(2002)

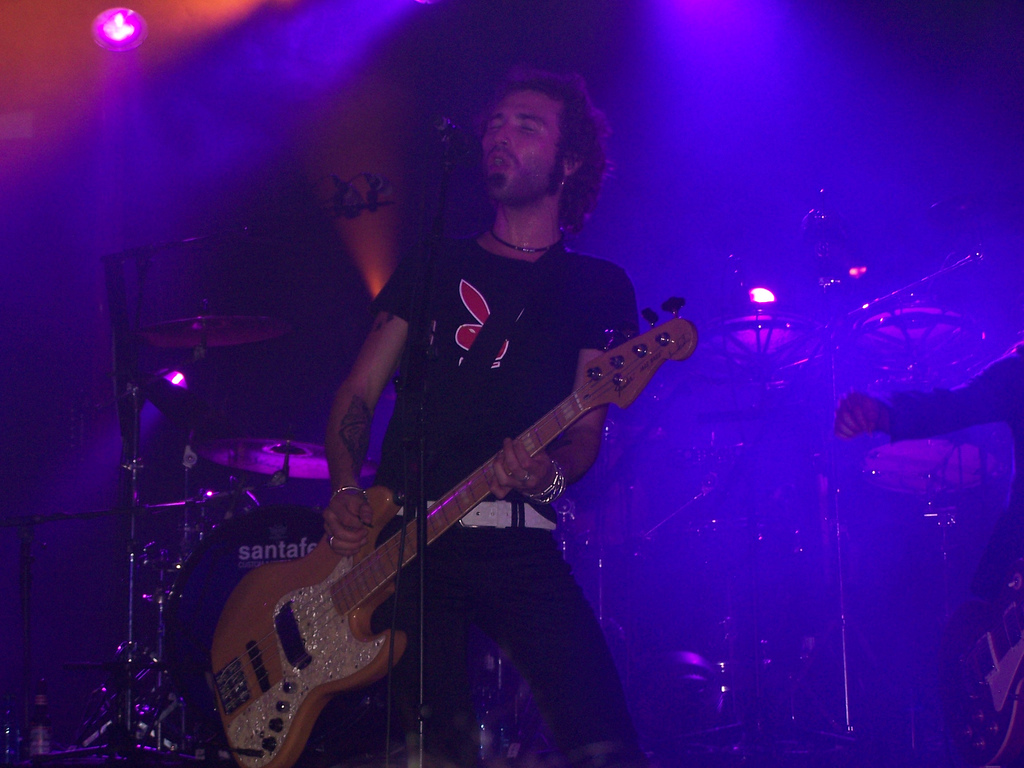
Leiva a un concert

1. Pienso en aquella tarde
2. Si quieres bailamos
3. Yo sólo quiero
4. La noria
5. Dale a la guitarra
6. Pelos de punta
7. En donde estés
8. Tirando de tu corazón
9. Házmelo
10. Manager
11. Tu infierno
12. Algo para cantar

### Animales(2005)
Animales és el tercer disc d'estudi del grup madrileny de Rock and roll, Pereza, que conté alguns dels singles més importants de la banda com Princesas o Todo. Gràcies a aquest àlbum tant en els X Premis de la Música 2006 com en els Premi 40 Principales 2006, són nominats a millor grup de pop-rock, millor cançó i millor àlbum de pop. Així mateix, en els prestigiosos premis MTV europeus, són nominats a millor artista espanyol.
1. Princesas
2. Animales
3. Lo que tengo yo adentro
4. Todo
5. Como lo tienes tú
6. Niña de papá
7. Caramelo
8. Que alegría más tonta
9. Matar al cartero
10. Superjunkies
11. Madrid
12. Quiero hacerlo esta noche contigo

### Los amigos de los animales(2006)
1. Como lo tienes tú (amb Bunbury)
2. La noria (amb Amaral)
3. Animales (amb Carlos Tarque)
4. Superjunkies (amb Los Delinqüentes)
5. En donde estés (amb Alba Molina i Niño Josele)
6. Matar al cartero (amb Deluxe)
7. Niña de papá (amb Sidonie)
8. Todo (amb Iván Ferreiro)
9. Manager (amb Ariel Rot)
10. Si quieres bailamos (amb Quique González)
11. Madrid (amb Christina Rosenvinge)
12. Pelos de punta (amb Burning)
13. Algo para cantar (amb Coque Malla)

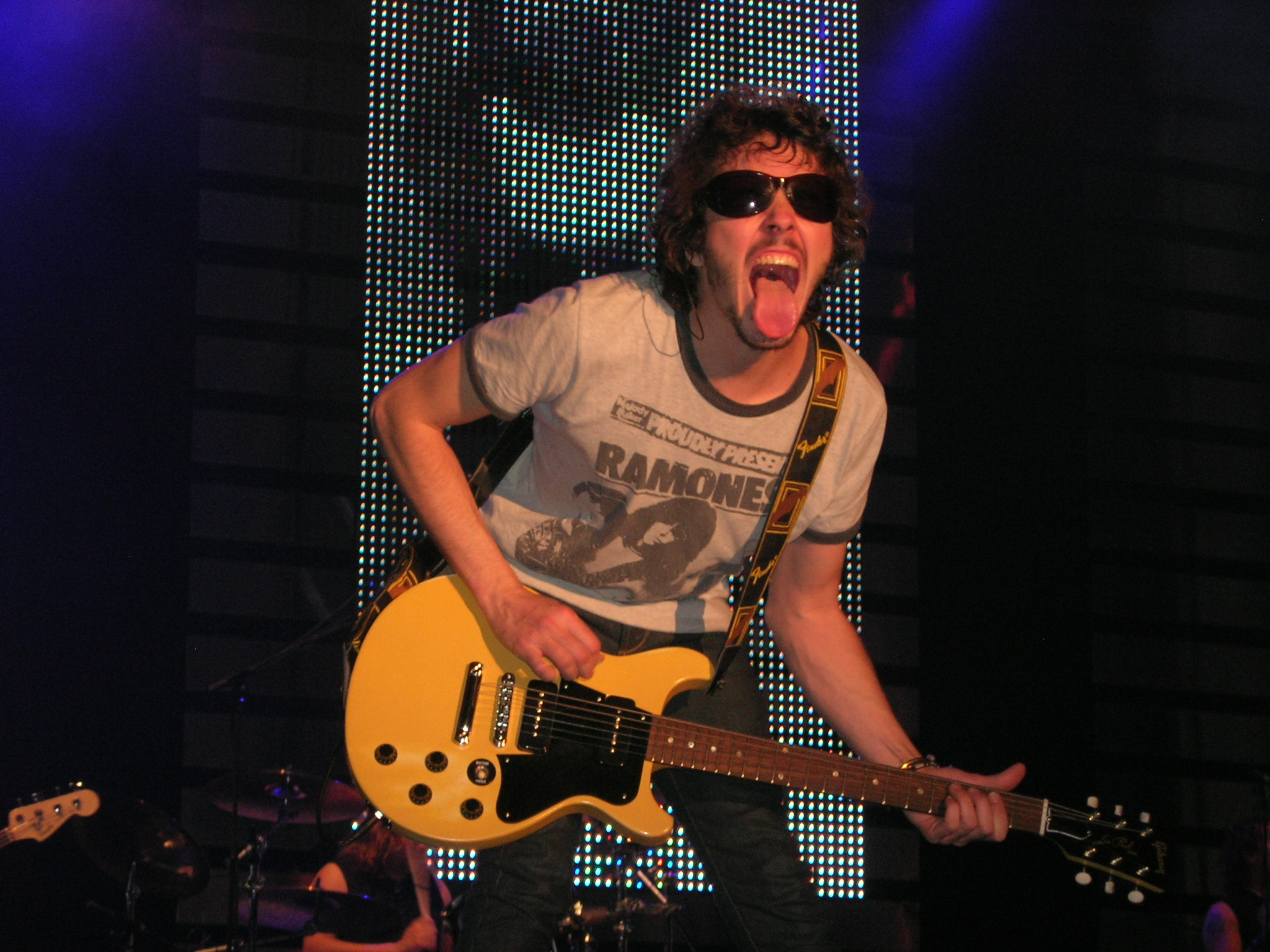
Rubén a un concert

14. Caramelo (amb Kevin Johansen)
15. Música ligera (amb Pastora)

### Aproximaciones(2007)
1. Aproximación
2. Frágiles
3. Estrella Polar
4. Por mi tripa
5. Dímelo
6. Tristeza
7. Huracán
8. Talibán
9. Dos gotas
10. Beatles
11. Margot
12. Grupis
13. Ella tiene un don
14. Yo nací para estar en un conjunto
15. Superhermanas
16. Por mi tripa (versió alternativa)

### Aviones(2009)
1. Windsor
2. Violento Amor
3. Ladie Madrid
4. Las 4 Y 26
5. Amelie
6. Pirata
7. Leones
8. Backstage
9. Champange
10. Que Parezca Un Accidente
11. La Chica De Tirso
12. Esta Lloviendo
13. Voy A Comerte
14. El Día Que No Pueda Más
15. Escupe
16. Sr Kioskero
17. Llévame Al Baile

1. DVD concert acústic

### Senzills
- 2001: "Horóscopo".
- 2001: "Pompa de jabón".
- 2002: "Pienso en aquella tarde".
- 2003: "En donde estés".
- 2003: "Si quieres bailamos".
- 2004: "Pienso en aquella tarde", amb David Summers i Dani Martín.
- 2005: "Princesas".
- 2005: "Lo que tengo yo adentro".
- 2006: "Cómo lo tienes tú".
- 2006: "Todo".
- 2007: "Aproximación".
- 2007: "Estrella polar".
- 2008: "Tristeza".
- 2008: "Por mi tripa".
- 2009: "Margot".
- 2009: "Violento amor".
- 2009: "Lady Madrid".
- 2010: "El dia que no pueda más"
- 2010: "Piratas"

## Col·laboracions
- "Voy a pasármelo bien" (Voy a pasármelo bien) Hombres G (2002)
- "No tocarte" (Arde la calle. Un tributo a Radio Futura) Radio Futura (2004)
- "Mi enfermedad" (Calamaro querido! Cantando al salmón) Andrés Calamaro (2006)
- "Canal 69" (Dúos, tríos y otras perversiones) [(Ariel Rot)] (2007)
- "A un minuto de ti" (Tres noches en el Victoria Eugenia) Mikel Erentxun (2008)
- "Despertame contigo" (Todo llegará. Rebeca Jímenez.) Carlos Tarque, Pereza i Rebeca Jímenez (2009)
- "Rocanrol Bumerang" (Bienvenidos. Tributo a Miguel Ríos) Miguel Ríos (2009)
- "Tiramisú de limon" (Vinagre y rosas) Joaquín Sabina (2009)
- "Embustera" (Vinagre y rosas) Joaquín Sabina (2009)
- "Peter Pan" (Radio La Colifata presenta a El canto del loco) El Canto del Loco (2009)
- "Todos se van" (On the Rock) Andrés Calamaro (2010)
- "Los divinos" (On the Rock) Andrés Calamaro (2010)
- "Los restos del naufragio" (Hechizo. tributo a Heroes del Silencio y Bunbury) (2010)
- "Oliver y Benji" El Hombre Linterna (2011)
- "Que hace una chica como tu en un sitio como este" Alejo Stivel (2011)
- "Ernesto"(10 años en Sing sing-disco tributo a Los Nikis) Los Nikis (2011)
- "Y aun arde Madrid" (Porretas - 20 y Serenos) Los Porretas (2011)